# 中山医科大学
中山医科大学（Sun Yat-sen University of Medical Sciences），是一所已经不存在的医科高校，原校址位于中华人民共和国广东省广州市。2001年10月，该校与中山大学合并。

## 历史

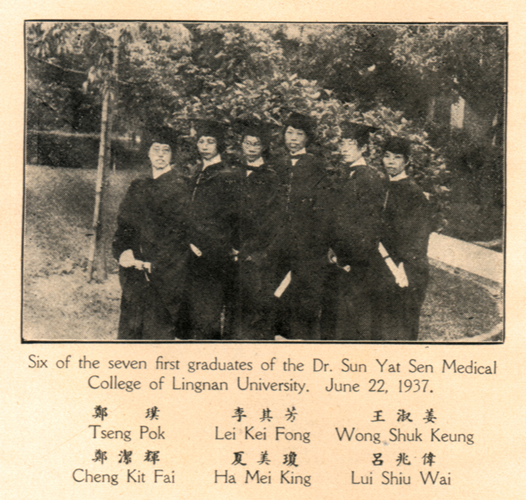
1937年6月22日，私立嶺南大學孫逸仙博士醫學院首屆畢業生合影。

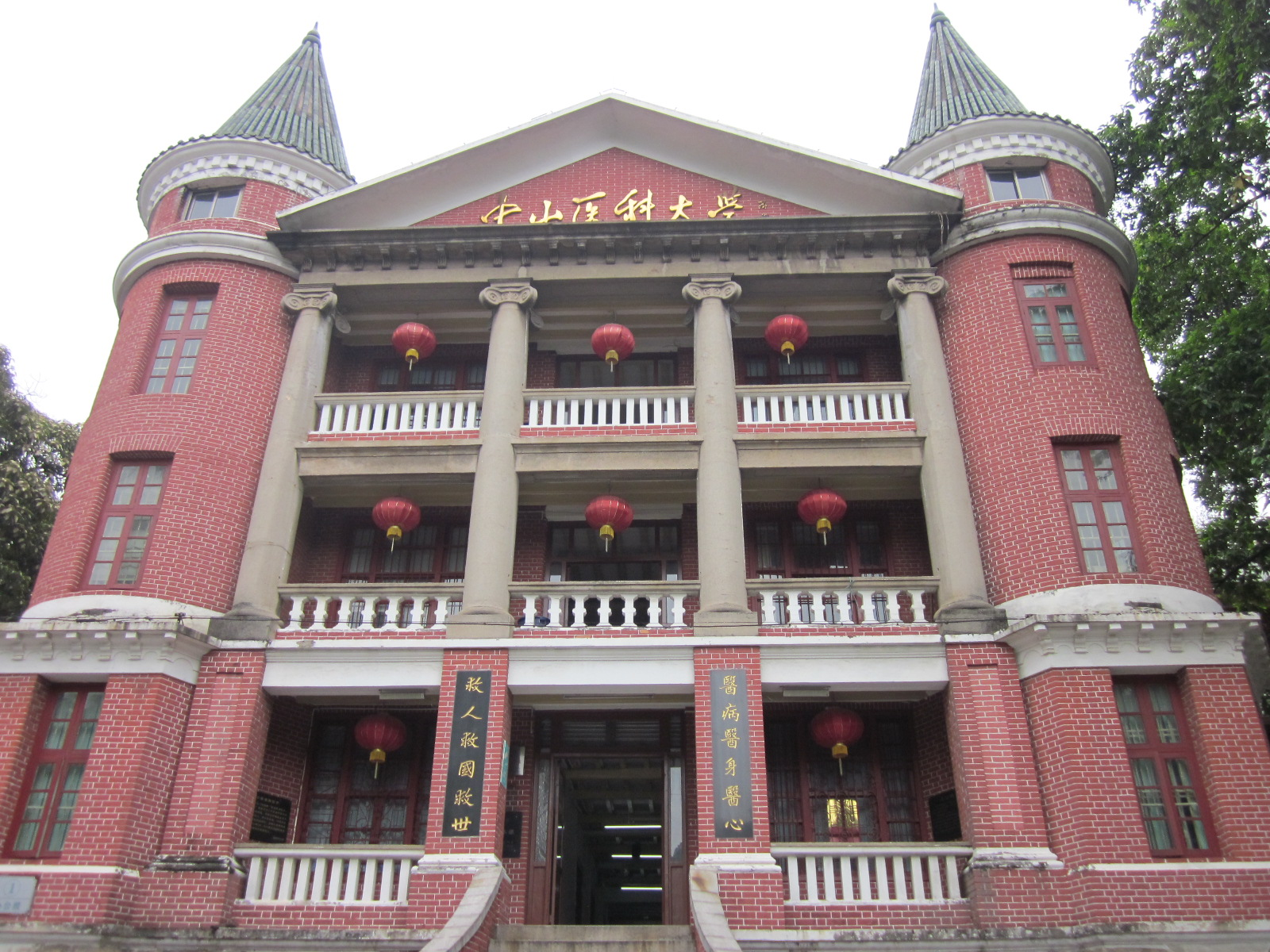
原中山医科大学办公楼，俗称“红楼”，合并后仍是中山大学北校园的地标建筑，并获保留旧校名

中山医科大学的两个源头高校为1866年（清同治5年）成立的博济医学堂和1909年（清宣统元年）成立的广东公医学堂。
1915年（民国4年），广东公医学堂更名为广东公立医科专门学校；1921年（民国10年），更名为私立广东公医医科大学；1924年（民国13年），更名为广东公立医科大学。1925年（民国14年）广东公立医科大学并入国立广东大学，随后由又1931年（民国20年）改制成为国立中山大学医学院。
1930年（民国19年），博济医学堂并入私立岭南大学，更名为私立岭南大学医学院。1934年（民国23年），私立夏葛医学院并入，私立岭南大学医学院更名为私立岭南大学孙逸仙博士纪念医学院。
1953年，中山大学和私立岭南大学的医学院系合并组建为华南医学院。1954年，私立广东光华医学院并入。
1956年9月，华南医学院更名为广州医学院；1957年3月，更名为中山医学院；1985年6月，更名为中山医科大学。
2001年10月，中山医科大学与中山大学合并，原中山医科大学校址成为中山大学广州校区北校园；原中山医科大学院系被重组为中山大学中山医学院、中山大学光华口腔医学院、中山大学公共卫生学院和中山大学护理学院四个学院；原中山医科大学附属医院更名为中山大学附属医院。

## 实力
自1953年成立后，在医学教育家柯麟的带领下，中山医科大学逐步建立了完善的现代医学教育体系，拥有一批在中国大陆国内外医学界有较大影响力的大师和名家，教学、科研和医疗取得了较大的发展，成为中南地区最高医学学府和卫生部部属的六所全国重点医学院校之一。至2001年与中山大学合并之前，中山医科大学已经成为海内外著名医科高校，“中山医”的招牌获得崇高声望。

## 教研单位

### 院系
- 基础医学院
- 临床医学院
- 口腔医学院
- 公共卫生学院
- 护理学院

### 附属医院
- 附属第一医院
- 孙逸仙纪念医院
- 附属第三医院
- 附属肿瘤医院
- 中山眼科中心
- 附属光华口腔医院

## 历史名师
柯麟、梁伯强、谢志光、陈心陶、陈耀真、秦光煜、林树模、周寿恺、钟世藩、毛文书、陈国祯